# Ivan Palúch
Ivan Palúch, né le 20 juin 1940 à Zvolen (République slovaque) et mort le 3 juillet 2015 à Martin (Slovaquie), est un acteur slovaque.

## Filmographie partielle

### Au cinéma
- 1965 : Le Miroir aux alouettes (Obchod na korze)
- 1967 : Marketa Lazarová : Adam 'One-handed'
- 1968 : Niet inej cesty
- 1968 : Il pleut dans mon village (Bice skoro propast sveta) : Trisa
- 1969 : Zabitá nedele : Arnost
- 1969 : Dodir
- 1969 : Michael Kohlhaas (Michael Kohlhaas - Der Rebell) : Stern
- 1969 : Oseka
- 1970 : L'Oreille (Ucho)
- 1971 : Luk královny Dorotky : Jakub / Swell
- 1971 : Le Prince Bajaja (Princ Bajaja) : Bajaja
- 1972 : Kanon samé zlato : Prospector Tom
- 1972 : Morgiana : Karel
- 1972 : Vlak do stanice Nebe
- 1973 : Javor a Juliana : Janícko
- 1973 : Ocovske pastorale
- 1976 : Krótkie zycie : Policeman
- 1976 : Pacho, hybský zbojník : Vojto
- 1977 : Racha, chemi sikvaruli : Villager
- 1980 : Signum Laudis : Pirkenbaum
- 1981 : Nocní jazdci : paserák Palo Sebo-Macúch
- 1985 : Iná láska : Gryga
- 1985 : Perinbaba
- 1988 : Vlakári : Julo
- 1989 : Ja milujem, ty milujes : Rudo
- 1989 : Cesta na jihozápad : Jeff
- 2000 : Krajinka : Príslusník VB
- 2003 : Sentiment
- 2006 : Monstrance : Priest
- 2008 : Ábelov cierny pes
- 2010 : Legenda o Lietajúcom Cypriánovi : Gapar
- 2011 : Viditelny svet : Blind man
- 2013 : Miluj ma alebo odid : Dedo
- 2014 : Láska na vlásku
- 2016 : Moi, Olga Hepnarová (Já, Olga Hepnarová) de Petr Kazda et Tomás Weinreb